# Легка атлетика на Літній універсіаді 2013 — біг на 100 метрів (жінки)
Змагання з бігу на 100 метрів серед жінок на Літній універсіаді 2013 у Казані проходили 7-8 липня на стадіоні «Центральний».

## Фінал
Швидкість вітру: -0,2 м/с
| Місце | Доріжка | Спортсменка         | Країна    | Час   | Примітки |
| ----- | ------- | ------------------- | --------- | ----- | -------- |
| 1     | 3       | Орійолл Скотт       | США       | 11,28 |          |
| 2     | 4       | Ліна Грінчікайте    | Литва     | 11,32 |          |
| 3     | 6       | Андрея Огрезяну     | Румунія   | 11,41 | SB       |
| 4     | 7       | Ханна-Маарі Латвала | Фінляндія | 11,47 |          |
| 5     | 8       | Емі Фостер          | Ірландія  | 11,50 |          |
| 6     | 5       | Шай-Енн Девіс       | Канада    | 11,54 |          |
| 7     | 2       | Ольга Сафронова     | Казахстан | 11,55 |          |
| 8     | 1       | Одрі Аллох          | Італія    | 11,62 | SB       |